# Horst Scheuermann
Horst Scheuermann (* 1. September 1921 in Lübeck; † 3. September 2010 in Hamburg) war ein Brigadegeneral des Heeres der Bundeswehr.

## Leben
Scheuermann absolvierte 1939 sein Abitur, trat dann am 1. Februar 1939 in die Wehrmacht ein und wurde zum Infanteristen ausgebildet (Infanterieersatzbataillon 65). Es erfolgte der Kriegseinsatz in Belgien und Frankreich. 1941 wurde er zum Leutnant befördert und leistete Dienst an der Kriegsschule Potsdam. Von Mai 1941 bis Mai 1943 folgte der Kriegseinsatz in Rumänien, Russland und Tunesien, u. a. als Infanteriezugführer. Von 1943 bis 1946 befand sich Oberleutnant Scheuermann in amerikanischer Gefangenschaft. Von März bis Juni 1946 erfolgte eine Dienstverpflichtung im Ruhrbergbau als Gedingeschlepper.
Nach der Kriegsteilnahme und Gefangenschaft sowie der kurzen Zwischenverpflichtung arbeitete er von 1949 bis 1957 als Handelsvertreter in Hamburg, bis er in die Bundeswehr eintrat. 1957 wurde er S1 im Kampfgruppenstab C1 in Langendamm. In dieser Verwendung wurde er zum Hauptmann befördert. 1959 bis 1961 war er S 1 und später Kompaniechef in der Panzergrenadierbrigade 7 aus Fischbek (1960–1961). Von 1961 bis 1963 absolvierte er den 4. Generalstabslehrgang Heer an der Führungsakademie der Bundeswehr in Hamburg, wo er zum Offizier im Generalstabsdienst ausgebildet wurde. 1963 bis 1971 Verwendungen als Hilfsreferent im Bundesministerium der Verteidigung (BMVg) und G1 im III. Korps, mittlerweile als Oberst.
Am 1. Oktober 1971 übernahm Scheuermann das Kommando über die Heeresoffizierschule II in Hamburg-Wandsbek, das er bis 1974 innehatte. In dieser Verwendung wurde er am 8. Dezember 1971 zum Brigadegeneral befördert. Von 1974 bis 1977 führte er die Panzergrenadierbrigade 19 in Ahlen. Seine letzte Verwendung hatte Horst Scheuerman als Stabsabteilungsleiter I im Führungsstab des Heeres.
Scheuermann war ein begeisterter Wassersportler und machte gerne ausgedehnte Wanderungen und Fahrradtouren. Er war verheiratet.

## Auszeichnungen
- 1980: Verdienstkreuz 1. Klasse des Verdienstordens der Bundesrepublik Deutschland